# Groupe C des éliminatoires du Championnat d'Europe de football 2008
Cet article donne le calendrier, les résultats des matches ainsi que le classement du groupe C des éliminatoires de l'Euro 2008.
Ce groupe comprend la Grèce (tenante du titre) et la Turquie, qui s'étaient déjà rencontrés lors des qualifications pour la coupe du monde précédente, et avaient fait deux fois 0-0.
La Grèce s'est qualifiée pour le tournoi le 17 octobre 2007 après une victoire 1-0 contre la Turquie, devenant ainsi la deuxième équipe de toute la phase de qualification à le faire. La Turquie s'est qualifiée le 21 novembre 2007 après une victoire 1-0 contre la Bosnie-Herzégovine, devenant ainsi la douzième équipe de toute la phase de qualification à le faire.

## Classement
| Rang | Équipe             | Pts | J  | G  | N | P | Bp | Bc | Diff |  | Résultats (▼ dom., ► ext.) |     |     |     |     |     |     |     |
| ---- | ------------------ | --- | -- | -- | - | - | -- | -- | ---- |  | -------------------------- | --- | --- | --- | --- | --- | --- | --- |
| 1    | Grèce              | 31  | 12 | 10 | 1 | 1 | 25 | 10 | +15  |  | Grèce                      |     | 1-4 | 1-0 | 3-2 | 2-1 | 2-0 | 5-0 |
| 2    | Turquie            | 24  | 12 | 7  | 3 | 2 | 25 | 11 | +14  |  | Turquie                    | 0-1 |     | 2-2 | 1-0 | 5-0 | 3-0 | 2-0 |
| 3    | Norvège            | 23  | 12 | 7  | 2 | 3 | 27 | 11 | +16  |  | Norvège                    | 2-2 | 1-2 |     | 1-2 | 2-0 | 4-0 | 4-0 |
| 4    | Bosnie-Herzégovine | 13  | 12 | 4  | 1 | 7 | 16 | 22 | -6   |  | Bosnie-Herzégovine         | 0-4 | 3-2 | 0-2 |     | 0-1 | 1-3 | 1-0 |
| 5    | Moldavie           | 12  | 12 | 3  | 3 | 6 | 12 | 19 | -7   |  | Moldavie                   | 0-1 | 1-1 | 0-1 | 2-2 |     | 3-0 | 1-1 |
| 6    | Hongrie            | 12  | 12 | 4  | 0 | 8 | 11 | 22 | -11  |  | Hongrie                    | 1-2 | 0-1 | 1-4 | 1-0 | 2-0 |     | 2-0 |
| 7    | Malte              | 5   | 12 | 1  | 2 | 9 | 10 | 31 | -21  |  | Malte                      | 0-1 | 2-2 | 1-4 | 2-5 | 2-3 | 2-1 |     |

Les rencontres du groupe C ont été négociées et finalement décidées par un tirage au sort lors d'une réunion entre les participants à Istanbul le 17 février 2006
Le 3 juillet 2006, la Fédération hellénique de football a été suspendue indéfiniment de toute compétition internationale en raison de préoccupations concernant son autonomie vis-à-vis du gouvernement grec. Bien qu'aucune annonce n'ait été faite concernant ce tournoi en particulier, cela aurait pu empêcher l'équipe grecque d'y participer À la suite de mesures prises par le gouvernement grec, la FIFA a par la suite levé la suspension le 12 juillet 2006, permettant à la Grèce de participer aux qualifications.
| 2 septembre 2006 | Malte                   | 2–5 | Bosnie-Herzégovine                                                                 | Ta' Qali Stadium, Ta' Qali                       |                                                  |
| 18:15 UTC+2      | Pace 6e · M. Mifsud 86e |     | 4e Barbarez · 10e Hrgović · 45+1e Bartolović (en) · 49e Muslimović · 51e Misimović | Spectateurs : 4 000 Arbitrage : Thomas Vejlgaard | Spectateurs : 4 000 Arbitrage : Thomas Vejlgaard |
| 18:15 UTC+2      | Rapport                 |     |                                                                                    | Spectateurs : 4 000 Arbitrage : Thomas Vejlgaard | Spectateurs : 4 000 Arbitrage : Thomas Vejlgaard |

| 2 septembre 2006 | Hongrie         | 1–4 | Norvège                                         | Stade Ferenc-Szusza, Budapest                |                                              |
| 20:00 UTC+2      | Gera 90e (pen.) |     | 15e 44e Solskjær · 31e Strømstad · 41e Pedersen | Spectateurs : 10,500 Arbitrage : Pieter Vink | Spectateurs : 10,500 Arbitrage : Pieter Vink |
| 20:00 UTC+2      | Rapport         |     |                                                 | Spectateurs : 10,500 Arbitrage : Pieter Vink | Spectateurs : 10,500 Arbitrage : Pieter Vink |

| 2 septembre 2006 | Moldavie | 0–1 | Grèce            | Stade Zimbru, Chișinău                            |                                                   |
| 20:15 UTC+3      |          |     | 78e Liberópoulos | Spectateurs : 10 500 Arbitrage : Matteo Trefoloni | Spectateurs : 10 500 Arbitrage : Matteo Trefoloni |
| 20:15 UTC+3      | Rapport  |     |                  | Spectateurs : 10 500 Arbitrage : Matteo Trefoloni | Spectateurs : 10 500 Arbitrage : Matteo Trefoloni |

| 6 septembre 2006 | Norvège                     | 2–0 | Moldavie | Ullevaal Stadion, Oslo                            |                                                   |
| 19:00 UTC+2      | Strømstad 74e · Iversen 79e |     |          | Spectateurs : 23 848 Arbitrage : Hristo Ristoskov | Spectateurs : 23 848 Arbitrage : Hristo Ristoskov |
| 19:00 UTC+2      | Rapport                     |     |          | Spectateurs : 23 848 Arbitrage : Hristo Ristoskov | Spectateurs : 23 848 Arbitrage : Hristo Ristoskov |

| 6 septembre 2006 | Turquie               | 2–0 | Malte | Commerzbank-Arena, Francfort-sur-le-Main                |                                                         |
| 20:00 UTC+2      | Nihat 56e · Tümer 77e |     |       | Spectateurs : 0 Arbitrage : Bernardino González Vázquez | Spectateurs : 0 Arbitrage : Bernardino González Vázquez |
| 20:00 UTC+2      | Rapport               |     |       | Spectateurs : 0 Arbitrage : Bernardino González Vázquez | Spectateurs : 0 Arbitrage : Bernardino González Vázquez |

| 6 septembre 2006 | Bosnie-Herzégovine   | 1–3 | Hongrie                                   | Stade Bilino-Polje, Zenica                        |                                                   |
| 20:15 UTC+2      | Misimović 64e (pen.) |     | 36e (pen.) Huszti · 46e Gera · 49e Dárdai | Spectateurs : 18 000 Arbitrage : Costas Kapitanis | Spectateurs : 18 000 Arbitrage : Costas Kapitanis |
| 20:15 UTC+2      | Rapport              |     |                                           | Spectateurs : 18 000 Arbitrage : Costas Kapitanis | Spectateurs : 18 000 Arbitrage : Costas Kapitanis |

| 7 octobre 2006 | Moldavie                | 2–2 | Bosnie-Herzégovine        | Stade Zimbru, Chișinău                            |                                                   |
| 19:00 UTC+3    | Rogaciov 13e 32e (pen.) |     | 63e Misimović · 68e Grlić | Spectateurs : 11 000 Arbitrage : Hervé Piccirillo | Spectateurs : 11 000 Arbitrage : Hervé Piccirillo |
| 19:00 UTC+3    | Rapport                 |     |                           | Spectateurs : 11 000 Arbitrage : Hervé Piccirillo | Spectateurs : 11 000 Arbitrage : Hervé Piccirillo |

| 7 octobre 2006 | Hongrie | 0–1 | Turquie    | Népstadion (en), Budapest                   |                                             |
| 19:45 UTC+2    |         |     | 41e Tuncay | Spectateurs : 9 500 Arbitrage : Alain Hamer | Spectateurs : 9 500 Arbitrage : Alain Hamer |
| 19:45 UTC+2    | Rapport |     |            | Spectateurs : 9 500 Arbitrage : Alain Hamer | Spectateurs : 9 500 Arbitrage : Alain Hamer |

| 7 octobre 2006 | Grèce           | 1–0 | Norvège | Stade Karaïskakis, Athènes                    |                                               |
| 21:30 UTC+3    | Katsouránis 33e |     |         | Spectateurs : 25 000 Arbitrage : Lubos Michel | Spectateurs : 25 000 Arbitrage : Lubos Michel |
| 21:30 UTC+3    | Rapport         |     |         | Spectateurs : 25 000 Arbitrage : Lubos Michel | Spectateurs : 25 000 Arbitrage : Lubos Michel |

| 11 octobre 2006 | Malte            | 2–1 | Hongrie       | Ta' Qali Stadium, Ta' Qali                      |                                                 |
| 19:15 UTC+2     | Schembri 14e 53e |     | 19e Torghelle | Spectateurs : 3 500 Arbitrage : Johny Ver Eecke | Spectateurs : 3 500 Arbitrage : Johny Ver Eecke |
| 19:15 UTC+2     | Rapport          |     |               | Spectateurs : 3 500 Arbitrage : Johny Ver Eecke | Spectateurs : 3 500 Arbitrage : Johny Ver Eecke |

| 11 octobre 2006 | Turquie                                   | 5–0 | Moldavie | Commerzbank-Arena, Francfort-sur-le-Main       |                                                |
| 20:00 UTC+2     | Şükür 35e 37e (pen.) 43e 73e · Tuncay 68e |     |          | Spectateurs : 0 Arbitrage : Nicolai Vollquartz | Spectateurs : 0 Arbitrage : Nicolai Vollquartz |
| 20:00 UTC+2     | Rapport                                   |     |          | Spectateurs : 0 Arbitrage : Nicolai Vollquartz | Spectateurs : 0 Arbitrage : Nicolai Vollquartz |

| 11 octobre 2006 | Bosnie-Herzégovine | 0–4 | Grèce                                                                     | Stade Bilino-Polje, Zenica                     |                                                |
| 19:15 UTC+2     |                    |     | 8e (pen.) Charistéas · 82e Patsatzóglou · 85e Samarás · 90+4e Katsouránis | Spectateurs : 10 000 Arbitrage : Yuri Baskakov | Spectateurs : 10 000 Arbitrage : Yuri Baskakov |
| 19:15 UTC+2     | Rapport            |     |                                                                           | Spectateurs : 10 000 Arbitrage : Yuri Baskakov | Spectateurs : 10 000 Arbitrage : Yuri Baskakov |

| 24 mars 2007 | Moldavie     | 1–1 | Malte           | Stade Zimbru, Chișinău                        |                                               |
| 19:00 UTC+2  | Epureanu 85e |     | 73e Mallia (en) | Spectateurs : 10 000 Arbitrage : Vusal Aliyev | Spectateurs : 10 000 Arbitrage : Vusal Aliyev |
| 19:00 UTC+2  | Rapport      |     |                 | Spectateurs : 10 000 Arbitrage : Vusal Aliyev | Spectateurs : 10 000 Arbitrage : Vusal Aliyev |

| 24 mars 2007 | Norvège          | 1–2 | Bosnie-Herzégovine             | Ullevaal Stadion, Oslo                      |                                             |
| 19:00 UTC+1  | Carew 50e (pen.) |     | 18e Misimović · 33e Muslimović | Spectateurs : 16 987 Arbitrage : Mike Riley | Spectateurs : 16 987 Arbitrage : Mike Riley |
| 19:00 UTC+1  | Rapport          |     |                                | Spectateurs : 16 987 Arbitrage : Mike Riley | Spectateurs : 16 987 Arbitrage : Mike Riley |

| 24 mars 2007 | Grèce        | 1–4 | Turquie                                            | Stade Karaïskakis, Athènes                      |                                                 |
| 21:30 UTC+2  | Kyrgiakos 6e |     | 27e Tuncay · 55e Gökhan · 70e Tümer · 81e Gökdeniz | Spectateurs : 34 000 Arbitrage : Wolfgang Stark | Spectateurs : 34 000 Arbitrage : Wolfgang Stark |
| 21:30 UTC+2  | Rapport      |     |                                                    | Spectateurs : 34 000 Arbitrage : Wolfgang Stark | Spectateurs : 34 000 Arbitrage : Wolfgang Stark |

| 28 mars 2007 | Hongrie               | 2–0 | Moldavie | Stade Ferenc-Szusza, Budapest                     |                                                   |
| 18:00 UTC+2  | Priskin 9e · Gera 63e |     |          | Spectateurs : 6 200 Arbitrage : Martin Ingvarsson | Spectateurs : 6 200 Arbitrage : Martin Ingvarsson |
| 18:00 UTC+2  | Rapport               |     |          | Spectateurs : 6 200 Arbitrage : Martin Ingvarsson | Spectateurs : 6 200 Arbitrage : Martin Ingvarsson |

| 28 mars 2007 | Malte   | 0–1 | Grèce              | Ta' Qali Stadium, Ta' Qali                     |                                                |
| 19:30 UTC+2  |         |     | 66e (pen.) Basinás | Spectateurs : 15 000 Arbitrage : Pedro Proença | Spectateurs : 15 000 Arbitrage : Pedro Proença |
| 19:30 UTC+2  | Rapport |     |                    | Spectateurs : 15 000 Arbitrage : Pedro Proença | Spectateurs : 15 000 Arbitrage : Pedro Proença |

| 28 mars 2007 | Turquie                | 2–2 | Norvège                   | Commerzbank-Arena, Francfort-sur-le-Main   |                                            |
| 20:00 UTC+2  | Hamit Altıntop 72e 90e |     | 31e Brenne · 40e Andresen | Spectateurs : 0 Arbitrage : Stefano Farina | Spectateurs : 0 Arbitrage : Stefano Farina |
| 20:00 UTC+2  | Rapport                |     |                           | Spectateurs : 0 Arbitrage : Stefano Farina | Spectateurs : 0 Arbitrage : Stefano Farina |

| 2 juin 2007 | Grèce                      | 2–0 | Hongrie | Stade Pankritio, Héraklion                       |                                                  |
| 21:30 UTC+3 | Gekas 16e · Seitaridis 29e |     |         | Spectateurs : 16 000 Arbitrage : Claus Bo Larsen | Spectateurs : 16 000 Arbitrage : Claus Bo Larsen |
| 21:30 UTC+3 | Rapport                    |     |         | Spectateurs : 16 000 Arbitrage : Claus Bo Larsen | Spectateurs : 16 000 Arbitrage : Claus Bo Larsen |

| 2 juin 2007 | Bosnie-Herzégovine                          | 3–2 | Turquie               | Stade Asim-Ferhatović-Hase, Sarajevo              |                                                   |
| 20:00 UTC+2 | Muslimović 27e · Džeko 45+2e · Ćustović 90e |     | 13e Şükür · 39e Sabri | Spectateurs : 20 000 Arbitrage : Peter Fröjdfeldt | Spectateurs : 20 000 Arbitrage : Peter Fröjdfeldt |
| 20:00 UTC+2 | Rapport                                     |     |                       | Spectateurs : 20 000 Arbitrage : Peter Fröjdfeldt | Spectateurs : 20 000 Arbitrage : Peter Fröjdfeldt |

| 2 juin 2007 | Norvège                                              | 4–0 | Malte | Ullevaal Stadion, Oslo                        |                                               |
| 20:05 UTC+2 | Hæstad 31e · Helstad 73e · Iversen 79e · Riise 90+1e |     |       | Spectateurs : 16 364 Arbitrage : Jacek Granat | Spectateurs : 16 364 Arbitrage : Jacek Granat |
| 20:05 UTC+2 | Rapport                                              |     |       | Spectateurs : 16 364 Arbitrage : Jacek Granat | Spectateurs : 16 364 Arbitrage : Jacek Granat |

| 6 juin 2007 | Norvège                                   | 4–0 | Hongrie | Ullevaal Stadion, Oslo                                      |                                                             |
| 19:00 UTC+2 | Iversen 22e · Braaten 57e · Carew 60e 78e |     |         | Spectateurs : 19 198 Arbitrage : Eduardo Iturralde González | Spectateurs : 19 198 Arbitrage : Eduardo Iturralde González |
| 19:00 UTC+2 | Rapport                                   |     |         | Spectateurs : 19 198 Arbitrage : Eduardo Iturralde González | Spectateurs : 19 198 Arbitrage : Eduardo Iturralde González |

| 6 juin 2007 | Bosnie-Herzégovine | 1–0 | Malte | Stade Asim-Ferhatović-Hase, Sarajevo           |                                                |
| 20:15 UTC+2 | Muslimović 6e      |     |       | Spectateurs : 15 000 Arbitrage : Ceri Richards | Spectateurs : 15 000 Arbitrage : Ceri Richards |
| 20:15 UTC+2 | Rapport            |     |       | Spectateurs : 15 000 Arbitrage : Ceri Richards | Spectateurs : 15 000 Arbitrage : Ceri Richards |

| 6 juin 2007 | Grèce                               | 2–1 | Moldavie   | Stade Pankritio, Héraklion                    |                                               |
| 21:30 UTC+3 | Charistéas 30e · Liberópoulos 90+5e |     | 80e Frunză | Spectateurs : 22 000 Arbitrage : Jan Wegereef | Spectateurs : 22 000 Arbitrage : Jan Wegereef |
| 21:30 UTC+3 | Rapport                             |     |            | Spectateurs : 22 000 Arbitrage : Jan Wegereef | Spectateurs : 22 000 Arbitrage : Jan Wegereef |

| 8 septembre 2007 | Hongrie         | 1–0 | Bosnie-Herzégovine | Stade Sóstói, Székesfehérvár                      |                                                   |
| 16:00 UTC+2      | Gera 39e (pen.) |     |                    | Spectateurs : 10 877 Arbitrage : Matteo Trefoloni | Spectateurs : 10 877 Arbitrage : Matteo Trefoloni |
| 16:00 UTC+2      | Rapport         |     |                    | Spectateurs : 10 877 Arbitrage : Matteo Trefoloni | Spectateurs : 10 877 Arbitrage : Matteo Trefoloni |

| 8 septembre 2007 | Malte                   | 2–2 | Turquie                         | Ta' Qali Stadium, Ta' Qali                      |                                                 |
| 19:30 UTC+2      | Said 41e · Schembri 76e |     | 45e Halil Altıntop · 78e Servet | Spectateurs : 18 000 Arbitrage : Stefan Messner | Spectateurs : 18 000 Arbitrage : Stefan Messner |
| 19:30 UTC+2      | Rapport                 |     |                                 | Spectateurs : 18 000 Arbitrage : Stefan Messner | Spectateurs : 18 000 Arbitrage : Stefan Messner |

| 8 septembre 2007 | Moldavie | 0–1 | Norvège     | Stade Zimbru, Chișinău                        |                                               |
| 21:00 UTC+3      |          |     | 49e Iversen | Spectateurs : 15 000 Arbitrage : Robert Małek | Spectateurs : 15 000 Arbitrage : Robert Małek |
| 21:00 UTC+3      | Rapport  |     |             | Spectateurs : 15 000 Arbitrage : Robert Małek | Spectateurs : 15 000 Arbitrage : Robert Małek |

| 12 septembre 2007 | Norvège               | 2–2 | Grèce            | Ullevaal Stadion, Oslo                           |                                                  |
| 19:00 UTC+2       | Carew 15e · Riise 39e |     | 7e 30e Kyrgiakos | Spectateurs : 24 080 Arbitrage : Massimo Busacca | Spectateurs : 24 080 Arbitrage : Massimo Busacca |
| 19:00 UTC+2       | Rapport               |     |                  | Spectateurs : 24 080 Arbitrage : Massimo Busacca | Spectateurs : 24 080 Arbitrage : Massimo Busacca |

| 12 septembre 2007 | Turquie                                         | 3–0 | Hongrie | Stade İnönü du BJK, Istanbul                   |                                                |
| 20:30 UTC+3       | Gökhan 68e · Aurélio 72e · Halil Altıntop 90+3e |     |         | Spectateurs : 28 020 Arbitrage : Stuart Dougal | Spectateurs : 28 020 Arbitrage : Stuart Dougal |
| 20:30 UTC+3       | Rapport                                         |     |         | Spectateurs : 28 020 Arbitrage : Stuart Dougal | Spectateurs : 28 020 Arbitrage : Stuart Dougal |

| 12 septembre 2007 | Bosnie-Herzégovine | 0–1 | Moldavie    | Stade Asim-Ferhatović-Hase, Sarajevo         |                                              |
| 20:00 UTC+2       |                    |     | 22e Bugaiov | Spectateurs : 4 000 Arbitrage : Jouni Hyytiä | Spectateurs : 4 000 Arbitrage : Jouni Hyytiä |
| 20:00 UTC+2       | Rapport            |     |             | Spectateurs : 4 000 Arbitrage : Jouni Hyytiä | Spectateurs : 4 000 Arbitrage : Jouni Hyytiä |

| 13 octobre 2007 | Hongrie                   | 2–0 | Malte | Szusza Ferenc Stadium, Budapest                  |                                                  |
| 16:20 UTC+2     | Feczesin 34e · Tőzsér 77e |     |       | Spectateurs : 6 000 Arbitrage : Karen Nalbandyan | Spectateurs : 6 000 Arbitrage : Karen Nalbandyan |
| 16:20 UTC+2     | Rapport                   |     |       | Spectateurs : 6 000 Arbitrage : Karen Nalbandyan | Spectateurs : 6 000 Arbitrage : Karen Nalbandyan |

| 13 octobre 2007 | Moldavie   | 1–1 | Turquie  | Stade Zimbru, Chișinău                           |                                                  |
| 21:00 UTC+3     | Frunză 11e |     | 63e Ümit | Spectateurs : 10 500 Arbitrage : Martin Atkinson | Spectateurs : 10 500 Arbitrage : Martin Atkinson |
| 21:00 UTC+3     | Rapport    |     |          | Spectateurs : 10 500 Arbitrage : Martin Atkinson | Spectateurs : 10 500 Arbitrage : Martin Atkinson |

| 13 octobre 2007 | Grèce                                         | 3–2 | Bosnie-Herzégovine         | Stade olympique, Athènes                           |                                                    |
| 21:30 UTC+3     | Charistéas 10e · Gekas 57e · Liberópoulos 72e |     | 54e Hrgović · 90e Ibišević | Spectateurs : 35 000 Arbitrage : Grzegorz Gilewski | Spectateurs : 35 000 Arbitrage : Grzegorz Gilewski |
| 21:30 UTC+3     | Rapport                                       |     |                            | Spectateurs : 35 000 Arbitrage : Grzegorz Gilewski | Spectateurs : 35 000 Arbitrage : Grzegorz Gilewski |

| 17 octobre 2007 | Malte                                  | 2–3 | Moldavie                            | Ta' Qali Stadium, Ta' Qali                       |                                                  |
| 19:30 UTC+2     | Scerri (en) 71e · M. Mifsud 84e (pen.) |     | 24e (pen.) Bugaiov · 31e 35e Frunză | Spectateurs : 10 000 Arbitrage : Igorj Ishchenko | Spectateurs : 10 000 Arbitrage : Igorj Ishchenko |
| 19:30 UTC+2     | Rapport                                |     |                                     | Spectateurs : 10 000 Arbitrage : Igorj Ishchenko | Spectateurs : 10 000 Arbitrage : Igorj Ishchenko |

| 17 octobre 2007 | Turquie | 0–1 | Grèce          | Stade Ali-Sami-Yen, Istanbul                            |                                                         |
| 20:30 UTC+3     |         |     | 79e Amanatidis | Spectateurs : 24 000 Arbitrage : Manuel Mejuto González | Spectateurs : 24 000 Arbitrage : Manuel Mejuto González |
| 20:30 UTC+3     | Rapport |     |                | Spectateurs : 24 000 Arbitrage : Manuel Mejuto González | Spectateurs : 24 000 Arbitrage : Manuel Mejuto González |

| 17 octobre 2007 | Bosnie-Herzégovine | 0–2 | Norvège                 | Stade Asim-Ferhatović-Hase, Sarajevo            |                                                 |
| 20:30 UTC+2     |                    |     | 5e Hagen · 74e B. Riise | Spectateurs : 1 500 Arbitrage : Stéphane Lannoy | Spectateurs : 1 500 Arbitrage : Stéphane Lannoy |
| 20:30 UTC+2     | Rapport            |     |                         | Spectateurs : 1 500 Arbitrage : Stéphane Lannoy | Spectateurs : 1 500 Arbitrage : Stéphane Lannoy |

| 17 novembre 2007 | Moldavie                              | 3–0 | Hongrie | Stade Zimbru, Chișinău                         |                                                |
| 19:00 UTC+2      | Bugaiov 13e · Josan 23e · Alexeev 86e |     |         | Spectateurs : 6 483 Arbitrage : Pavel Královec | Spectateurs : 6 483 Arbitrage : Pavel Královec |
| 19:00 UTC+2      | Rapport                               |     |         | Spectateurs : 6 483 Arbitrage : Pavel Královec | Spectateurs : 6 483 Arbitrage : Pavel Královec |

| 17 novembre 2007 | Norvège   | 1–2 | Turquie              | Ullevaal Stadion, Oslo                       |                                              |
| 19:00 UTC+1      | Hagen 12e |     | 31e Emre · 59e Nihat | Spectateurs : 24 080 Arbitrage : Markus Merk | Spectateurs : 24 080 Arbitrage : Markus Merk |
| 19:00 UTC+1      | Rapport   |     |                      | Spectateurs : 24 080 Arbitrage : Markus Merk | Spectateurs : 24 080 Arbitrage : Markus Merk |

| 17 novembre 2007 | Grèce                                            | 5–0 | Malte | Stade olympique, Athènes                      |                                               |
| 21:30 UTC+2      | Gekas 32e 72e 74e · Basinás 54e · Amanatidis 61e |     |       | Spectateurs : 35 000 Arbitrage : Sten Kaldama | Spectateurs : 35 000 Arbitrage : Sten Kaldama |
| 21:30 UTC+2      | Rapport                                          |     |       | Spectateurs : 35 000 Arbitrage : Sten Kaldama | Spectateurs : 35 000 Arbitrage : Sten Kaldama |

| 21 novembre 2007 | Malte         | 1–4 | Norvège                                   | Ta' Qali Stadium, Ta' Qali                    |                                               |
| 20:00 UTC+1      | M. Mifsud 53e |     | 25e 27e (pen.) 45e Iversen · 75e Pedersen | Spectateurs : 6 000 Arbitrage : Yuri Baskakov | Spectateurs : 6 000 Arbitrage : Yuri Baskakov |
| 20:00 UTC+1      | Rapport       |     |                                           | Spectateurs : 6 000 Arbitrage : Yuri Baskakov | Spectateurs : 6 000 Arbitrage : Yuri Baskakov |

| 21 novembre 2007 | Turquie   | 1–0 | Bosnie-Herzégovine | Stade Ali-Sami-Yen, Istanbul                    |                                                 |
| 21:00 UTC+2      | Nihat 43e |     |                    | Spectateurs : 22 000 Arbitrage : Eric Braamhaar | Spectateurs : 22 000 Arbitrage : Eric Braamhaar |
| 21:00 UTC+2      | Rapport   |     |                    | Spectateurs : 22 000 Arbitrage : Eric Braamhaar | Spectateurs : 22 000 Arbitrage : Eric Braamhaar |

| 21 novembre 2007 | Hongrie    | 1–2 | Grèce                                  | Népstadion (en), Budapest                   |                                             |
| 20:15 UTC+1      | Buzsáky 7e |     | 22e (csc) Vanczák · 59e (pen.) Basinás | Spectateurs : 32 300 Arbitrage : Rob Styles | Spectateurs : 32 300 Arbitrage : Rob Styles |
| 20:15 UTC+1      | Rapport    |     |                                        | Spectateurs : 32 300 Arbitrage : Rob Styles | Spectateurs : 32 300 Arbitrage : Rob Styles |